# Stanislav Remunda
Stanislav Remunda (27. července 1927 Praha – 21. května 2012) byl český herec a divadelní režisér.

## Život
Po absolvování Brněnské konzervatoře a pražské DAMU nastoupil nejprve v Divadle S.K. Neumanna (dnes Divadle Pod Palmovkou), později získal herecké angažmá v Divadle na Vinohradech (v 50. letech 20. století „Divadlo československé armády“ resp. „Ústřední divadlo Československé armády“), kde působil v letech 1952 až 1991 jako herec a od roku 1966 i jako režisér a úspěšně zde realizoval řadu klasických i moderních her.
Ve filmu se poprvé objevil v 50. letech 20. století. Spolupracoval s českými režiséry, mj. Vojtěchem Jasným, Karlem Kachyňou, Jurajem Herzem a řadou dalších.
V 90. letech založil soukromé divadlo, kde režíroval "rodinné" inscenace v hlavní roli s Ivou Janžurovou.
Byl životním partnerem herečky Ivy Janžurové a otcem hereček Sabiny Remundové, Theodory Remundové a dědečkem režiséra Filipa Remundy. Jeho první manželkou byla herečka Blanka Vikusová se kterou měl syna Davida Remundu (otce Filipa Remundy) a dceru Taťánu, která žije v bývalé Jugoslávii.

## Herecká filmografie
- 1986 Zlá krev (TV seriál)
- 1978 Hrozba
- 1977 Což takhle dát si špenát
- 1976 Parta hic
- 1975 Cirkus v cirkuse
- 1975 Osvobození Prahy
- 1974 Za volantem nepřítel
- 1968 Naše bláznivá rodina
- 1968 Sňatky z rozumu (TV seriál)
- 1964 Favorit (TV film)
- 1964 Marie
- 1962 Objev na Střapaté hůrce
- 1960 Práče
- 1959 Král Šumavy
- 1959 Křižovatky
- 1958 Útěk ze stínu
- 1957 Zářijové noci
- 1953 Jestřáb kontra Hrdlička
- 1952 Divotvorný klobouk
- 1952 Zítra se bude tančit všude
- 1949 Revoluční rok 1848
- 1949 Veliká příležitost
- 1947 Čapkovy povídky

## Významné role – výběr, Divadlo na Vinohradech
- 1950 Pavel Kohout: Dobrá píseň, role: Slávek, režie Otto Haas
- 1952 Samed Vurgun: Východ slunce, Váňa, Divadlo čs. armády, režie Jan Škoda
- 1954 Nâzım Hikmet: Legenda o lásce, Ferchad, režie Jan Škoda
- 1958 L. N. Tolstoj, A. Neumann, E. Piscator, G. Prüfer: Vojna a mír, Pierre Bezuchov, režie Jan Strejček
- 1965 Jean Anouilh: Skřivánek, Karel, režie Jaroslav Dudek

## Režie - výběr, Divadlo na Vinohradech
- 1966 Tennessee Williams: Kočka na rozpálené plechové střeše
- 1966 Max Christian Feiler: Šestá žena Modrovousova
- 1966 William Shakespeare: Troilus a Kressida
- 1967 Tennessee Williams: Noc s leguánem
- 1967 Jean Cocteau: Dvojhlavý orel
- 1968 Lesja Ukrajinka: Lesní píseň
- 1969 Eugene O'Neill: Měsíc pro smolaře
- 1969 Lillian Hellmanová: Odložené sny
- 1970 Károly Szakonyi: Závada není na vaší obrazovce
- 1971 Karel Čapek: R.U.R.
- 1971 Nazim Hikmet: Legenda o lásce
- 1972 Carlo Goldoni: Starý bručoun Todero
- 1973 William Shakespeare: Večer tříkrálový nebo Cokoli chcete
- 1978 George S. Kaufmann, Moss Hart: Přišel na večeři
- 1980 Lillian Hellmanová: Lištičky
- 1980 Alexandr Suchovo-Kobylin: Svatba Krečinského
- 1981 Alexandr Galin: Retro
- 1984 Tennessee Williams: Báječná neděle v parku Crève Coeur
- 1986 Václav Štech: Třetí zvonění